# Berufsvereinigung der bildenden Künstler Österreichs
Die Berufsvereinigung der bildenden Künstler Österreichs (kurz BV) ist mit mehr als 1200 Mitgliedern die größte und älteste Interessensvertretung für bildende Künstlerinnen und Künstler in Österreich. Sie ist in einzelne Sektionen unterteilt. Diese umfassen Malerei und Grafik, Bildhauerei, Angewandte Kunst, Foto-Multimedia, Crossart, Restaurierung und Baukunst-Architektur.

## Tätigkeit
Als Standesvertretung hält die Vereinigung engen Kontakt zu den zuständigen Bundesministerien, mit dem Gesetzgeber und mit nachgeordneten Behörden und ist bemüht um adäquate gesetzliche und soziale Rahmenbedingungen für den Berufsstand. Dazu nützt sie ihr Stimmrecht in Kommissionen und Ausschüssen öffentlich-rechtlicher Institutionen. Bevor Gesetzesentwürfe, welche den Rechtsstatus von Kunstschaffenden, Kunstförderungen, Kunstdefinitionen und ähnliches zum Inhalt haben, in den Nationalrat gelangen, werden sie als Ministerialentwurf zur Begutachtung u. a. der Berufsvereinigung der bildenden Künstler Österreichs zur Stellungnahme übermittelt.
Ein Ziel ist, den Mitgliedern die Möglichkeit zu bieten, sich an nationalen und internationalen Standards zu messen. Dazu werden Netzwerke im In- und Ausland aufgebaut und für die Mitglieder Gemeinschaftsausstellungen im In- und Ausland und in den Räumen der Berufsvereinigung im Schloss Schönbrunn organisiert.
Zu den Zwecken gehören die Koordination der Interessen ihrer Landesorganisationen und die Wahrnehmung der Belange der Künstlerschaft in Verwertungsgesellschaften und Kulturverbänden.
In der Vereinigung gibt es Landesorganisationen für Salzburg, Steiermark und Kärnten sowie eine für Wien, Niederösterreich und das Burgenland. Ihre Aufgaben bestehen darin, die örtliche kulturelle Entwicklung maßgeblich mitzugestalten und ihr regionales Wirken für die Mitgliederbetreuung und Kunstvermittlung effiziert einzusetzen.
Über die jeweils als Verein organisierten Landesorganisationen fungiert der 1950 gegründete Zentralverband mit Sitz im Schloss Schönbrunn in Wien (wo auch die Landesorganisation für Wien, Niederösterreich und das Burgenland ihr Büro hat) als Dachorganisation. Seine Aufgabe besteht in der Wahrnehmung, Vertretung und Förderung der kulturellen, künstlerischen, wirtschaftlichen, rechtlichen, sozialen und sonstigen berufsspezifischen Interessen bei und in Körperschaften öffentlichen oder bürgerlichen Rechts.
Um die künstlerische Qualität in der zeitgenössischen bildenden Kunst zu würdigen und das Talent, die Vision und den Innovationswillen der Künstlerinnen und Künstler zu fördern, schreibt der Landesverband W/NÖ/Bgld. der Berufsvereinigung der bildenden Künstler Österreichs jährlich einen ART-Award für seine Mitglieder in zwei Kategorien aus: "Malerei und Grafik" sowie "Bildhauerei, Keramik, Installationen". Im Intervall von zwei Jahren wird alternierend ein Wettbewerb für zeitgenössische Schmuckkunst und ein Fotowettbewerb ausgeschrieben.
Ein wichtiges Ziel des Berufsverbandes ist auch, den Mitgliedern die Möglichkeit zu bieten sich an internationalen Standards zu messen. Durch Netzwerke im In- und Ausland werden Kooperationsausstellungen, Symposien und Kunst-Projekte für die Mitglieder organisiert.

## Geschichte
Die Berufsvereinigung als Zentralverband der bildenden Künstler wurde am 27. November 1912 im Wiener Künstlerhaus gegründet. Damals wurden vor allem die wirtschaftlichen Interessen der Mitglieder verfolgt. Der Landschaftsmaler Hugo Darnaut wurde zum ersten Präsidenten bestellt.
Am 30. Dezember 1913 erfolgte die Eintragung als Unternehmen ins Handelsregister unter dem Titel „Wirtschaftsverband bildender Künstler Österreichs, registrierte Genossenschaft mit beschränkter Haftung“. Ihr Sitz war in der Sezession im 1. Bezirk in Wien. Der erste Präsident war der Maler Hans Ranzoni. Ziel des Verbandes war, alle österreichischen Künstler unter einem Dach zu vereinen.
Im Jahr 1919 traten das Künstlerhaus, die Sezession, der Hagenbund und viele Vereinigungen aus den Bundesländern geschlossen mit allen Mitgliedern dem Wirtschaftsverband bei. So entstand eine Dachorganisation aller bildenden Künstler Österreichs.
In der Hauptversammlung am 1. März 1926 wurde der Name in „Zentralverband bildender Künstler Österreichs zur Wahrung ihres Standes- und Wirtschaftsinteressen, reg. Genossenschaft mbH.“ abgeändert. Der Zentralverband verstand sich nun als die oberste Instanz der bildenden Künstlerschaft bezüglich der Wirtschafts- und Standesinteressen. Im Jahr 1937 hatte er schon 1.129 Mitglieder.
Nach dem Anschluss Österreichs 1938 an das deutsche Reich trat das deutsche Reichskulturkammergesetz in Kraft.
Als eine zwangsweise Eingliederung aller bildenden Künstler in die Reichskunstkammer erfolgte, bestand die Organisation zwar noch weiter, wurde aber in „Wirtschaftsgenossenschaft bildender Künstler, registrierte Genossenschaft mbH.“ umbenannt und verlor unter dem Zwang der Reichskunstkammer völlig an Bedeutung.
Im Mai 1945 ging daraus der heutige Verein mit dem heutigen Namen hervor.
Die ersten Tätigkeiten waren das Ausstellen von deutsch-russischen Künstlerausweisen und Bestätigungen zum Bezug zusätzlicher Lebensmittelkarten für notleidende Künstler.
Material wie Farben, Pinsel und Leinen wurde für die Mitglieder aus dem westlichen Ausland, vor allem aus Spenden des British Council und des Canadian Council beschafft. Amerikanische und russische Offiziere vergaben die ersten Aufträge. Dabei handelte es sich hauptsächlich um Porträts der Offiziere. Gezahlt wurde in Lebensmitteln.
Die Berufsvereinigung wollte über das ganze Gebiet Österreichs wirken, egal in welchen Militärzonen die Bundesländer aufgeteilt waren und so wurden schon ab Herbst 1945 die ersten Landesorganisationen gegründet.
1947 wurden der Vereinigung im Schloss Schönbrunn Räume zugeteilt. Dort ist auch heute noch ihr Sitz für Wien, Niederösterreich und das Burgenland.
Ebenfalls im Jahr 1947, zwei Jahre nach dem Ende des Zweiten Weltkrieges organisierte die Berufsvereinigung der bildenden Künstler Österreichs unter ihrem Präsidenten Karl Stemolak im Künstlerhaus die Erste Große Österreichische Kunstausstellung, welche in die Kulturgeschichte eingegangen ist.
Die Vielgestaltigkeit, in welcher sich die bildende Kunst damals trotz eines gerade überstandenen Krieges manifestierte, sollte in dieser Ausstellung erstmals in ihrem vollen Umfang einer breiten Öffentlichkeit vorgeführt werden. So wurden die Ausstellungsräume gestaltet, die Flächen vor dem Künstlerhaus in zwei Gastgärten umgewandelt und eine Plakatstraße errichtet. Neben Gemälden, Grafiken, Skulpturen und Plastiken wurde dem Publikum anhand ausgestellter Plakate, Bühnenmodellen, Gartenanlagen und kunsthandwerklicher Erzeugnisse gezeigt, in welchem Ausmaß Künstlerinnen und Künstler wieder ins praktische Leben eingriffen.
Bemerkenswert ist auch, dass in der Ausstellung unter den Ausstellern sehr viele Frauen waren.
Die Mitglieder der Berufsvereinigung der bildenden Künstler Österreichs hatten daran mit 752 ausgestellten Kunstwerken einen großen Anteil. An der Eröffnungsfeier nahmen der damalige Bundespräsident Karl Renner, Bundeskanzler Leopold Figl, Unterrichtsminister Felix Hurdes, der damalige Bürgermeister Theodor Körner und der Präsident des Nationalrates Leopold Kunschak teil. Auch Vertreter der alliierten Besatzungsmächte nahmen an der Eröffnungsfeier teil. Die Wiener Philharmoniker boten den musikalischen Rahmen. Insgesamt dauerte die Ausstellung bis 19. Oktober 1947 und wurde von 61.567 Menschen besucht, obwohl der Eintrittspreis von 2 Schilling relativ hoch war.
Ab 1950 wurden von der Berufsvereinigung einige Säle des Palais Liechtenstein (Fürstengasse) für eine rege Ausstellungstätigkeit angemietet. Die erste Ausstellung „Kunst für Jedermann“ wurde zum Erfolg.
Um das Jahr 1970 wurden die Kronprinzen-Appartements des Schlosses Schönbrunn für Mitgliederpräsentationen genützt.
1973 führte die Sektion der Restauratorinnen und Restauratoren in den Räumen der Berufsvereinigung eine bemerkenswerte Ausstellung „Rettung von Kunstwerken“ durch, die sowohl durch die Zahl der kostbaren Exponate, als auch durch den herausgegebenen Fachkatalog internationale Anerkennung fand.
Es gab des Weiteren Ausstellungen in den Räumen der Österreichischen Staatsdruckerei, in den Sälen des Österreichischen Staatsarchivs, im Bezirksmuseum Innere Stadt im Alten Rathaus in der Wipplingerstraße und viele mehr.
Im Jahre 1996 eröffnete der Landesverband für Wien, Niederösterreich und Burgenland Ausstellungsräume im 8. Wiener Gemeindebezirk Josefstadt. Nach einem Jahr mit guten Ausstellungen musste der Betrieb allerdings eingestellt werden.
Heute werden für die Mitglieder der Berufsvereinigung der bildenden Künstler Österreichs jährlich mehrere Gemeinschaftsausstellungen im In- und Ausland in Galerien, Museen und sonstigen repräsentativen Ausstellungsorten organisiert.
Außerdem werden im Ausstellungsraum Kunstsalon der Berufsvereinigung der bildenden Künstler Österreichs im Schloss Schönbrunn Gemeinschaftsausstellungen der Mitglieder gezeigt.

## Präsidenten

### Präsidenten des Landesverbandes Wien, Niederösterreich, Burgenland
- 1945–1946 Rudolf Buchner
- 1946–1954 Karl Stemolak
- 1954–1956 Robert Obsieger
- 1956–1968 Paul Kronik
- 1968–1976 Anselm Grand
- 1976–1983 Johann Mohorko
- 1983–1984 Viktor Loinger
- 1984–2006 Walter Strasil
- 2006–2016 Karl Novak
- seit 2016 Berthild Zierl

### Präsidenten des Zentralverbandes
- 1950–1954 Karl Stemolak
- 1954–1959 Gerhard Obsieger
- 1959–1968 Karl Rippel
- 1968–1976 Anselm Grand
- 1976–1980 Erich Kucher
- 1980–1983 Johann Mohorko
- 1983–2000 Hansjörg Swetina
- 2000–2004 Harry Jeschofnig
- 2004–2007 Joachim Gartner
- 2007–2015 Karl Novak
- seit 2015 Rikki Reinwein

## Bekannte Mitglieder
Zu den bekanntesten Mitgliedern zählten Friedrich Aduatz, Gustinus Ambrosi, Robin C. Andersen, Hans Babuder, Werner Berg, Eduard Bäumer, Franz Barwig, Otto Beckmann, Hubert Berchtold, Maria Biljan-Bilger, Hans Bren, Norbertine Bresslern-Roth, Albert Birkle, Herbert Boeckl, Arik Brauer, Arthur Brusenbauch, Arnold Clementschitsch, Alfred Cossmann, Wilhelm Dachauer, Hugo Darnaut, Ernst Degasperi, Michael Dobril, Josef Dobrowsky, Rudolf Eisenmenger, Franz Elsner, Josef Engelhart, Carl Fahringer, Max Fellerer, Anton Filkuka, Paul Flora, Max Frey, Ernst Fuchs, Helene Funke, Oskar Gawell, Alfred Gerstenbrand, Wilhelm Gösser, Anselm Grand, Ernst Grandegger, Christa Hauer, Richard Harlfinger, Karl Hauk, Carry Hauser, Hilde Heger, Josef Hoffmann, Ernst Huber, Josef Humplik, Wolfgang Hutter, Hans Jaksch, Albert Janesch, Ludwig Heinrich Jungnickel, Wilhelm Kaufmann, Jan Milan Krkoška, Hugo Franz Kirsch, Alfred Kubin, Oskar Laske, Maria Lassnig, Fritz Martinz, Gerda Matejka-Felden, Kurt Moldovan, Arnulf Neuwirth, Ernst Paar, Sergius Pauser, Adalbert Pilch, Hans Robert Pippal, Rudolf Pleban, Michael Powolny, Igo Pötsch, Lois Pregartbauer, Heribert Potuznik, Otto Prutscher, Carlos Riefel, Otto Rudolf Schatz, Victor Slama, Otto Stefferl, Karl Stemolak, Karl Sterrer, Ferdinand Stransky, Siegfried Theiss, Rolf Totter, Otto Trubel, Max Weiler, Heinrich Zita, Franz von Zülow und Hedwig Zum Tobel.

## Archiv und Museumsraum
Das Archiv befindet sich in den Büroräumen im Schloss Schönbrunn. Die Bestände des Archivs umfassen:
- Personalakten und Schriftverkehr von Künstlerinnen und Künstlern mit dem Wohnsitz Wien, welche in den Jahren 1938 – 1945 Mitglieder der „Reichskammer der bildenden Künste“ in Wien waren, oder sich um Mitgliedschaft beworben haben
- Personalakten und Schriftverkehr von Künstlerinnen und Künstlern, welche ab dem Jahr 1945 bis heute Mitglieder der Berufsvereinigung der bildenden Künstler Österreichs Landesorganisation Wien, Niederösterreich und Burgenland waren, oder sich um Mitgliedschaft beworben haben.
- Akten mit Schriftverkehr der Berufsvereinigung mit Ministerien, Ämtern, Behörden und Vereinen, Unterlagen über ehemalige Ausstellungen.
- Eine Sammlung der BV Mitteilungen und der Vereinszeitungen.
- Eine Sammlung von Originalwerken: Ölbilder, Aquarelle, Radierungen, Skulpturen, welche vom seinerzeitigen Sozialfond, von bedürftigen Mitgliedern als Förderung angekauft wurden, oder von Mitgliedern gespendet wurden.
- Seit 2020 eine umfangreiche Büchersammlung über oder von Mitgliedern und eine umfangreiche Kunstbüchersammlung, für welche eine Bibliothek eingerichtet wurde.

Die Personalakten mit Passbildern, die teilweise darin enthaltenen persönlichen Briefe, Schriftstücke, Werksfotos und Entwurfszeichnungen sind kulturhistorisch wertvoll. In über 300 Ordnern und 400 Hängeregistern, sind nun über 10.000 vorhandenen Künstlerinnen und Künstler alphabetisch geordnet abgelegt. Die Stammdaten und Biographien aller Künstlerinnen und Künstler sind zusätzlich in einer Access-Datenbank gespeichert.
Teile der Sammlung von Originalwerken der Mitglieder wird in wechselnden Ausstellungen im Museumsraum der Berufsvereinigung der bildenden Künstler Österreichs im Schloss Schönbrunn gezeigt.
Wie auch anderen Kunstvereinen wurde auch der Berufsvereinigung bildender Künstler Österreichs das Recht an einer Ausstellung im Künstlerhaus Graz zugesprochen.
Die Bestände des Archivs sind eine Quelle für die Forschung im Bereich der österreichischen Kunstgeschichte. Es wird vor allem von Historikerinnen und Historikern, Museen und Kunststudentinnen und Kunststudenten für Recherchen aufgesucht.

## Publikationen
Dreimal jährlich erscheint das Magazin kunst_salon der Berufsvereinigung der bildenden Künstler Österreichs, LV Wien/NÖ/Bgld. mit Informationen über aktuelle Aktivitäten der Organisation, Aktuelles im Bereich der bildenden Kunst, Ausschreibungen und Wettbewerbe. In jeder Ausgabe werden auch interessante, ungewöhnliche Arbeitsweisen der Mitglieder vorgestellt und zwei namhafte verstorbene Mitglieder in Erinnerung gerufen.